# 허리뼈
허리뼈(영어: lumbar vertebra, 복수형: lumbar vertebrae, 의학: L-Spine  룸바스파인[*]) 또는 요추(腰椎) 또는 허리척추뼈 또는 요추골은 인체해부학에서 척주를 구성하는 척추뼈 중 가장 큰 뼈이다. 다른 척추뼈와 구분되는 특징은 가로돌기(transverse proces)에 가로구멍(transverse foramen)이 없다는 점과, 척추뼈몸통(body)의 옆면에 관절면이 없다는 점이다. 허리뼈의 개수는 5개로, 위에서부터 가장 윗뼈를 제1허리뼈(L1), 가장 아래뼈를 제5허리뼈(L5)라고 명명한다. 허리뼈는 사람 몸통의 움직임에 가장 중요한 역할을 하며, 체중의 대부분을 지탱하는 역할을 한다.

## 일반적 특징
다음 내용은 제1허리뼈부터 제4허리뼈까지의 공통적 특징이다. 제5허리뼈는 특이점이 있으므로 뒤에 자세하게 다루기로 한다.
다른 척추뼈와 마찬가지로, 각각의 허리뼈는 척추뼈몸통(body)과 척추뼈고리(arch)로 구성된다. 척추뼈고리는 한쌍의 척추뼈뿌리(pedicle)와 한쌍의 척추뼈고리판(lamina)으로 구성되며, 이 고리모양에서 중앙의 구멍을 척추뼈구멍(vertebral foramen)이라 한다. 척추뼈고리에는 7개의 돌기(process)가 있다.

### 몸통
허리뼈의 척추뼈몸통(Body)은 척추뼈 중에서 가장 크고, 앞뒤보다 좌우로 넓고, 앞쪽이 뒤쪽보다 조금더 두껍다. 윗면과 아랫면은 평평하거나 약간 오목하고, 뒷면은 오목하며, 앞면과 옆면은 오목한 정도가 깊숙하다.

### 고리
척추뼈고리의 뒷부분을 형성하는 고리(Arch)판은 넓고 짧지만 단단하다. 고리판은 척추뼈몸통 윗부분에서 뒤쪽으로 곧게 뻗어나오므로 아래척추뼈패임(inf. vertebral notch)이 위쪽보다 훨씬 깊다. 위쪽 허리뼈의 고리판은 너비보다 높이가 더 크지만, 아래쪽 허리뼈는 높이보다 너비가 크다. 고리판은 가시돌기(spinous process)를 뿌리에 연결한다.
척추뼈고리와 고리판이 연결되는 뿌리는 위쪽 허리뼈와 아래쪽 허리뼈에서 모양이 다르다. 뿌리의 앞뒤 길이는 위쪽 허리뼈는 약 9mm이며 점점 길어져 제5허리뼈에서 약 18mm까지 증가한다. 몸통에서 뻗어나오는 각도도 위쪽 허리뼈는 약 10도이며 점점 커져 제5허리뼈에서 약 20도까지 증가한다. 뿌리는 종종 척추성형술(vertebroplasty)에서 뼈나사(bone screw)로 고정하거나 뼈시멘트(bone cement)를 채워넣을 때 척추뼈몸통으로 접근하는 경로로 사용된다.
척추뼈고리에 있는 척추뼈구멍은 삼각꼴이며, 등뼈에서보다는 넓지만 목뼈에서의 척추뼈구멍보다는 작다.

### 돌기
가시돌기(spinous process)는 척추뼈고리 중앙에서 뒤쪽을 향해 곧게 뻗어져나온 1개의 구조물로, 두껍고 넓으며 사각기둥 같은 모양이다. 끝은 울퉁불퉁한 표면으로 끝난다.
관절돌기(articular process)는 척추뼈고리판과 척추뼈뿌리가 만나는 곳에서 양쪽에 위아래 한쌍씩, 총 4개가 뻗어져 나온다. 위관절면은 오목하고 뒤쪽 안쪽을 향하며, 아래관절면은 볼록하고 앞쪽 바깥쪽을 향한다. 위관절면은 아래관절면보다 넓은데, 아래관절면을 다음 척추뼈의 위관절면이 감싸기 때문이다. 예를 들면, 제2허리뼈의 아래관절면을 제3허리뼈의 위관절면이 감싸는 것이다.
가로돌기(transverse processes)는 길고 가느다란 구조물로 양쪽에 하나씩, 총 2개가 뻗어져 나온다. 제1~3허리뼈에서는 수평하게 뻗어나오지만, 제4~5허리뼈에서는 살짝 위쪽으로 기울어져있다. 제1~3허리뼈에서는 뿌리와 고리판이 만나는 곳에서 뻗어나오지만, 제4~5허리뼈에서는 뿌리 앞쪽과 몸통 뒷쪽에서 뻗어나온다. 등뼈의 가로돌기는 관절돌기보다 뒤에서 나오지만, 허리뼈의 가로돌기는 관절돌기보다 앞에서 나온다. 허리뼈의 가로돌기는 생물학적으로 등뼈의 갈비뼈에 상응한다.
제12등뼈에는 가로돌기에 위/아래/바깥 결절(tubercle)이 있는데, 허리뼈에는 각 결절들과 상응하는 돌기가 있다. 제12등뼈의 위결절은, 허리뼈 위관절돌기 뒤쪽에 있는 꼭지돌기(mammillary process)에 상응하며, 아래결절은 허리뼈 가로돌기의 뿌리쪽에 있는 덧돌기(accessory process)에 상응한다.

## 제1허리뼈와 제5허리뼈

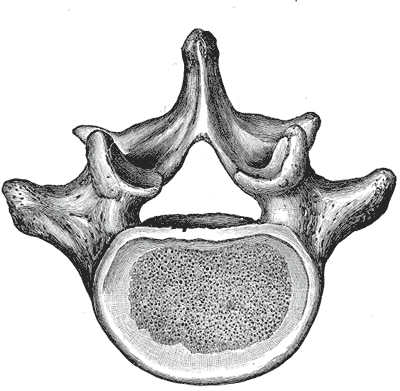
제5허리뼈

경우에 따라 허리뼈가 4개이거나 6개인 사람이 있다. 이런 경우, 제5허리뼈에 주로 생기는 질환은 각각 제4,6허리뼈에 발병한다.
제1허리뼈는 제9갈비뼈의 앞쪽 끝과 같은 높이이다. 이 높이는 임상적으로 중요한 의미가 있어 날문가로면(transpyloric plane)이라는 이름이 붙어있는데, 이 높이에 위(胃)의 날문(유문, pylorus)가 위치하기 때문이다.
제5허리뼈는 척추뼈몸통이 매우 특징적인데, 몸통의 앞쪽이 뒷쪽보다 훨씬 깊고 두껍다. 왜냐하면 앞으로 굽었던 허리뼈가 뒤로굽는 엉치뼈와 연결되기 때문이다. 제5허리뼈는 가시돌기가 작고, 양쪽 아래관절돌기 간격이 넓으며, 가로돌기가 두껍다
제5허리뼈는 척추앞전위증(spondylolisthesis)과 척추분리증(spondylolysis)가 가장 많이 발병하는 위치이다.

## 뼈마디의 움직임
각각의 허리뼈 마디가 움직이는 범위를 임상적으로 측정하는 것은 어렵다. 이는 성별과 연령에 따라 차이가 있을 뿐만 아니라, 같은 성별 연령이라도 개개인마다 그 범위가 다르기 때문이다. 더욱이, 허리뼈의 굽힘 및 폄 운동에는 척주의 회전, 전위 운동도 기여하므로 뼈마디의 움직임 범위를 정확하게 측정하는 것은 어렵다.
각 허리뼈 마디의 움직임 범위는 다음과 같으며 단위는 도(˚)이다:

|                              | L1-L2 | L2-L3 | L3-L4 | L4-L5 | L5-S1 |
| ---------------------------- | ----- | ----- | ----- | ----- | ----- |
| 굽힘(Flexion)/ 폄(Extension) | 12    | 14    | 15    | 16    | 17    |
| 옆굽힘 (Lat. flexion)        | 6     | 6     | 8     | 6     | 3     |
| 축회전 (Axial rotation)      | 2     | 2     | 2     | 2     | 1     |

## 추가 이미지

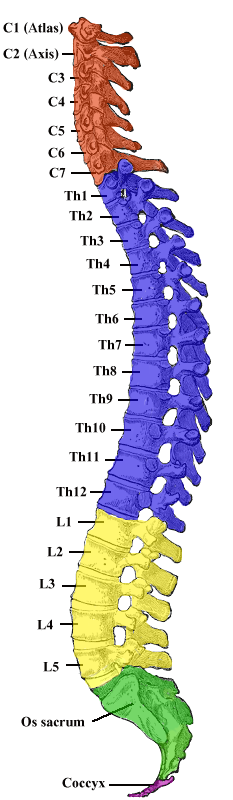
척주
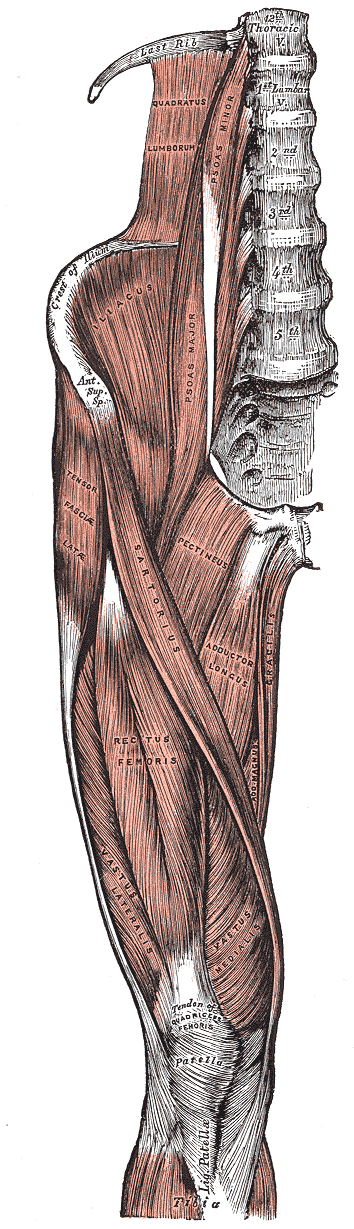
골반부터 정강이뼈까지 앞면 근육. 제1,2척추가 보인다.
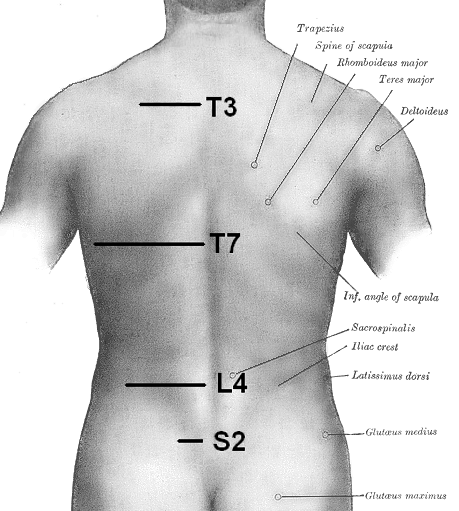
표면에서 보는 척추뼈의 위치. T3는 어깨뼈가시 중앙, T7은 어깨뼈아래각, L4는 엉덩뼈능선 최상단, S2는 위뒤엉덩뼈가시와 높이가 같다. C7은 고개를 숙였을 때 가장 튀어나온 곳이다.

## 같이 보기
- 추간판 탈출증
- 가슴
- 허리
- 등뼈